# Парадокс на асансьора
Парадоксът на асансьора е парадокс, забелязан за пръв път от физиците Марвин Стерн и Джордж Гамов, чиито офиси се намират на различни етажи на многоетажна сграда. Гамов, чийто офис се намира в долната част на сградата, забелязва, че всеки път когато се налага да отиде до офиса на Стерн, намиращ се в горната част на сградата, всички асансьори се движат надолу. Стерн от своя страна срещал трудности при придвижването до офиса на Гамов, защото всички асансьори се движели нагоре.
На пръв поглед двамата решават, че това е възможно само ако асансьорите са пуснати в експлоатация в средата на строежа на сградата и непрестанно се „пращали“ до мазата и покрива, а след завършването на сградата демонтирани и сглобени наново, за да влязат в масова експлоатация. В крайна сметка това необикновено предположение се оказва неправилно.

## Обяснение
Направени са няколко опита, първите от които на Стерн и Гамов, с цел анализ на този феномен: обикновеният анализ е прост, докато детайлният анализ е по-сложен, отколкото изглежда.
Асансьорите прекарват по-голяма част от времето, пътувайки в едната или другата посока, и къде се намират спрямо нас зависи в какъв етап от своето пътуване са те. Ако сме близо до най-горния етаж, асансьорите обикновено ще ускорят от нашия етаж по пътя към горния, на който слизат единствено високойерархично поставени служители, и скоро ще се върнат в обратна посока. Като изключим възможността даден асансьор да заседне на горния етаж, асансьорите ще прекарат повече време под нас, така че ще можем да хванем само един от тях, ако успеем да натиснем повиквателния бутон в краткотрайния момент между слизането на пътниците на последния етаж и връщането на определения асансьор обратно. Аналогично, ако се намираме на един етаж над партера, продължително ще станем свидетели как съоръжението се спуска.
Реално погледнато, това определено отнема редица анализи и изчисления, за да се докаже, че асансьорите са по-склонни да подминат определен етаж по пътя си нагоре, отколкото надолу. За тази цел е нужно да се направи статистика на хората, които използват даден етаж и колко пъти го правят.
Съществуват сложни фактори, сред които е склонността на асансьорите да се намират по-често на подземния или първия етаж и да се връщат именно там, когато не са в употреба. Тези фактори значително допринасят за промяната в честотата на пътуванията, но парадоксът не се елиминира. Човек, намиращ се близо до последния етаж, би се натъквал на парадокса дори по-често, тъй като асансьорите често няма да са на етажа му.
Има и други допълнителни фактори, например когато асансьорът е на празен ход и др.